# Rosenwald Building
El Rosenwald Building es un edificio histórico ubicado en el centro de Albuquerque, Nuevo México. Diseñado por Henry Trost de la firma de El Paso de Trost & Trost y construido en 1910, fue el primer edificio de hormigón armado en la ciudad. Es un enorme edificio de tres pisos con una entrada empotrada de dos pisos y ornamentación geométrica simple. El edificio fue agregado al Registro de Bienes Culturales del Estado de Nuevo México y al Registro Nacional de Lugares Históricos en 1978. 
Originalmente, todo el estaba ocupado por los grandes almacenes insignia de Aron y Edward Rosenwald, que en el momento de su apertura fue elogiada por el Albuquerque Journal como "la tienda por departamentos más hermosa, más actualizada y más completa del suroeste". McLellan Stores se trasladó a la planta baja en 1927, permaneciendo allí durante unos 50 años. El Rosenwald Building fue renovado en 1981 y los pisos superiores se convirtieron en oficinas. La ciudad de Albuquerque compró dos pisos del edificio en 2008.